# Hugo Hermenegildo da Costa

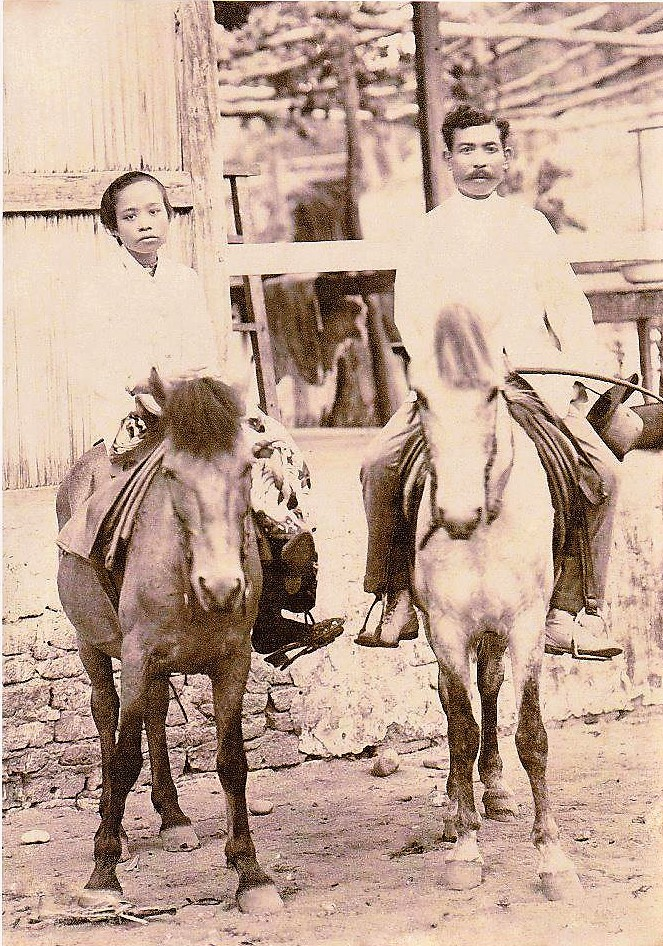
Dom Hugo und seine Frau
Dona Ana

Hugo Hermenegildo da Costa († um 1950) war ein traditioneller Herrscher (Usif) des Reichs von Oecussi im Nordwesten Timors. Das Reich war Teil der Kolonie Portugiesisch-Timor und gehört als Exklave heute zum Staat Osttimor. Hugo gehörte zu einer der führenden Familien der Topasse, die seit dem 17. Jahrhundert Herrscher in der Region stellten.

## Leben

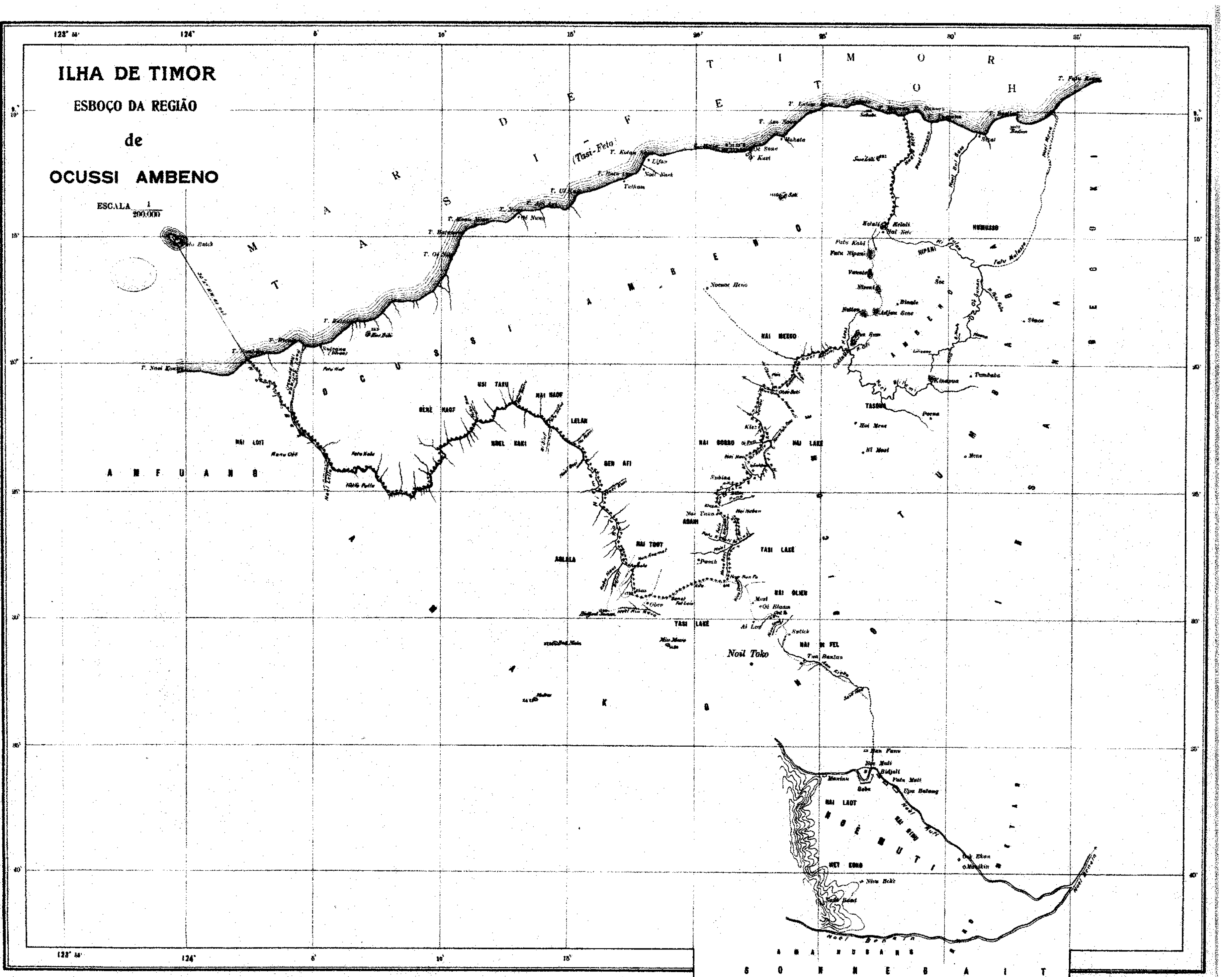
Karte von Oe-Cusse Ambeno und den umliegenden Gebieten (1914)

Costa herrschte von 1911 bis 1948 und galt als besonders loyal zur Kolonialmacht Portugal. Im Gegensatz zur Bevölkerung trug er sogar europäische Kleidung.
Als der benachbarte Herrscher João da Cruz von Ambeno im Mai 1912 rebellierte, musste Costa mit dem Boot fliehen, bis die Portugiesen die Rebellion niederschlugen. Cruz floh in die benachbarten niederländischen Besitzungen in Westtimor und sein Reich wurde Oecussi unterstellt, weswegen die Exklave mit dem Doppelnamen Oe-Cusse Ambeno benannt wurde. Costa konnte seine Ansprüche auch durch die Heirat mit seiner zweiten Frau Anita da Cruz, der Tochter von João legitimieren.
1916 wurden die Grenzen zwischen den Kolonialmächten endgültig vertraglich festgelegt. Sie entsprechen weitgehend den heutigen Grenzen zwischen Osttimor und Indonesien. Das Topasse-Reich von Noimuti ging an die Niederländer, Oe-Cusse Ambeno blieb in portugiesischer Hand. Zwei umstrittene Gebiete im Osten waren schon 1904 den Niederländern überlassen worden.
Costas Loyalität zu Portugal ging so weit, dass er während der japanischen Besetzung Timors (1942 bis 1945) sogar die Steuern weiter eintrieb. Dank seiner Beliebtheit in der Bevölkerung und seinem Geschick konnte er sich auch in dieser Zeit im Amt halten.
Hugo da Costa regierte bis 1948. Ab 1949 folgte ihm José Hermenegildo da Costa.

## Belege
- Geoffrey C. Gunn: History of Timor. (PDF-Datei verfügbar vom Centro de Estudos sobre África, Ásia e América Latina, CEsA der TU-Lissabon; 805 kB; abgerufen am 18. Juni 2014).
- Laura Suzanne Meitzner Yoder: Custom, Codification, Collaboration: Integrating the Legacies of Land and Forest Authorities in Oecusse Enclave, East Timor. Dissertation, Yale University, 2005 (PDF-Datei; 1,46 MB (Memento vom 7. März 2007 im Internet Archive)).